# Empis luteithorax
Empis luteithorax är en tvåvingeart som beskrevs av Collin 1933. Empis luteithorax ingår i släktet Empis och familjen dansflugor. Inga underarter finns listade i Catalogue of Life.